# مركز فلمبان للرياضة والمؤتمرات
مركز فلمبان للرياضة والمؤتمرات ويعرف سابقًا باسم قاعة الرياضة هي ساحة داخلية متعددة الأغراض تقع في وسط مدينة فلمبان سومطرة الجنوبية إندونيسيا، في واحدة من المنطقة التجارية المعروفة في المدينة سنتر بوينت. تأسس في عام 2011 لدورة ألعاب جنوب شرق آسيا لعام 2011، وتمت الإشادة بتصميمه العصري والأنيق، ويعد ملعبه للكرة الطائرة هو الأفضل في الدولة.

## التاريخ
تم بناء مركز فلمبان للرياضة والمؤتمرات في عام 1971، وافتتحه الرئيس سوهارتو.
```
تم بناؤه لألعاب الباحث الوطنية في الثمانينيات الميلادية. في وقت لاحق في أكتوبر 2010 قامت الحكومة بتجديد المبنى بشكل كبير لدورة ألعاب جنوب شرق آسيا 2011، حيث تم اختيار مدينة فلمبان كمدينة مضيفة. في أكتوبر 2011 تم إنشاء المبنى بتصميم عصري وحديث. تم تجديد القاعة والمرافق بشكل جيد.
```

قبل دورة ألعاب جنوب شرق آسيا لعام 2011 أقيمت بطولة الكرة الطائرة للأندية الآسيوية للرجال لعام 2011 بمناسبة الترحيب بألعاب جنوب شرق آسيا. احتل فريق البايكان طهران الإيراني المرتبة الأولى في الترتيب النهائي، تلاها ألماتي كازاخستان وسلالة شنغهاي وتانغ الصيني.